# Rovné, Svidník
Rovné este o comună slovacă, aflată în districtul Svidník din regiunea Prešov. Localitatea se află la altitudinea de 356 m deasupra n.m., se întinde pe o suprafață de 13,02 km2 și în 2017 număra 479 de locuitori. Se învecinează cu comuna Lipová.

## Istoric
Localitatea Rovné este atestată documentar din 1414.

## Demografie
| An:                | 1994 | 2004   | 2014   | 2024   |
| ------------------ | ---- | ------ | ------ | ------ |
| Număr de persoane: | 513  | 506    | 491    | 456    |
| Diferență:         |      | −1,36% | −2,96% | −7,12% |

| An:                | 2023 | 2024   |
| ------------------ | ---- | ------ |
| Număr de persoane: | 453  | 456    |
| Diferență:         |      | +0,66% |